# 姆凡加諾島

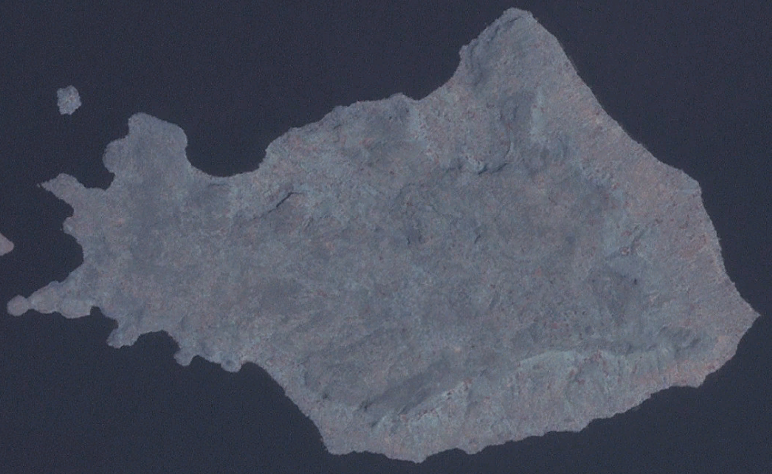

姆凡加諾島（Mfangano Island）是東非國家肯亞的島嶼，位於魯辛加島以西的維多利亞湖東部，由尼揚扎省負責管轄，面積約65平方公里，最高點海拔高度1,694米，1999年人口約16,282。
0°28′S 34°01′E / 0.467°S 34.017°E